# Val Verde Park
Val Verde Park est une census-designated place située dans le comté de Val Verde, dans l’État du Texas, aux États-Unis. Sa population s’élevait à 2 384 habitants lors du recensement de 2010.